# Princess Kakyuu
La principessa Kakyū (火球皇女?, Kakyū ōjo) è un personaggio della serie Sailor Moon, che fa la sua comparsa nella saga finale della storia. Il suo nome può essere tradotto come "Palla di fuoco". Nell'adattamento italiano dell'anime, il nome "Kakyū" è stato omesso, e il personaggio viene chiamato da tutti semplicemente Principessa. 
Kakyū è la prima principessa del pianeta Kinmoku, un pianeta al di fuori del sistema solare inventato dall'autrice Naoko Takeuchi. Viene detto più volte che profuma di ulivo, richiamando anche i fiori degli alberi di osmanto, che sono anche un elemento ricorrente nel suo design. Il pianeta Kinmoku (in giapponese kinmokusei traducibile letteralmente come osmanto d'oro) è anche la patria delle Sailor Starlights, le guerriere guardiane della Principessa, pianeta distrutto da Sailor Galaxia. I dettagli sulla storia della principessa variano leggermente dall'anime al manga.

## Storia
In un imprecisato momento prima che la serie Sailor Moon Sailor Stars inizi, il pianeta Kinmoku viene attaccato e distrutto da Sailor Galaxia che non lascia superstiti. Kakyuu una volta arrivata sulla Terra si è rifugiata in un incensiere trovato da una bambina, ChibiChibi. Le Sailor Starlights, la seguono ma poi giunte sulla Terra ne perdono le tracce, e si mettono alla sua disperata ricerca.
Kakyuu non può rivelarsi fino al momento in cui non venne trovata dalle sue Starlights per paura che Galaxia la trovasse, ella infatti non era uscita allo scoperto pur sentendo il messaggio delle sue guerriere (le canzoni). Kakyuu si dirige verso la Terra, perché avverte l'enorme forza di una guerriera (Sailor Moon). Il vero motivo che spinge Kakyuu verso la Terra è la ricerca del Raggio della Speranza. Nel manga, Kakyuu rivela che il suo amore ha perso la vita su Kinmoku durante la lotta, e che è giunta sulla Terra poiché è lì che era diretta Galaxia, poiché sulla Terra vi era il sailor crystal più potente della galassia, il Silver Moon Crystal.
Nel manga, Princess Kakyuu, accompagna Sailor Moon e le Sailor Starlights sulla Zero Star del Sagittario. Dopo aver assistito alla morte delle Sailor Starlights si trasforma in Sailor Kakyuu, ma viene uccisa da Sailor Chi, e le sue ultime parole sono il desiderio di rinascere in un mondo senza guerra. Nell'anime invece, la principessa Kakyuu viene uccisa da Sailor Galaxia pochissimo tempo dopo essere stata trovata dalle Sailor Starlights. Come tutti i personaggi uccisi nel corso della serie, anche la Princess Kakyuu ritorna quando Chaos viene sconfitto.
Nell'anime è comune vedere svolazzare attorno a Kakyuu delle farfalle di luce rossa, come se fossero il suo simbolo o una manifestazione del suo potere o della sua aura.

## Trasformazioni e aspetti

### Sailor Kakyuu
Solamente nel manga Kakyuu è in grado di trasformarsi in Sailor Kakyuu, presentadosi come "Guerriera guardiana di Kinmoku Star", si trasforma per distruggere i Garden Crystal, un conglomerato di Sailor Crystal raccolti da Shadow Galactica, e combattere contro le Star Gardener, Sailor Chi e Sailor Phi. Con il suo potere riesce a sconfiggere Sailor Phi e ad individuare il punto debole dei fantocci costruiti da Galaxia, ma viene uccisa da Sailor Chi. La sua uniforme, così come i suoi attacchi, ruotano principalmente intorno alla pianta di osmanto. La sua uniforme è infatti unica nel suo genere, e ricorda un bocciolo rosso del fiore dell'osmanto appunto.
Si trasforma con la formula: Kinmoku Star Power Make Up, e utilizza due attacchi: il Starlights Royal Straight Flush! e il Kinmoku Fusion Tempest!.

## Attrici e doppiatrici
Doppiata da Sakiko Tamagawa e in italiano da Lara Parmiani.
Nel musical del 2017 è interpretata da Asami Okamura